# The Stars Fell on Henrietta
The Stars Fell on Henrietta é um filme estadunidense de 1995, do gênero drama, dirigido por James Keach e produzido por Clint Eastwood.